# Abbaye Notre-Dame-du-Port-du-Salut
Pour l’article homonyme, voir Port-Salut.
L'abbaye Notre-Dame du Port du Salut, anciennement abbaye du Port-Ringeard, est un monastère cistercien de la stricte observance (trappiste), situé à Entrammes, dans le département français de la Mayenne et la région des Pays de la Loire. 
Le prieuré fondé au XIIIe siècle est fermé et vendu à la Révolution française. Les bâtiments sont repris par des moines trappistes qui y fondent en 1815 une communauté monastique sous le vocable de Notre-Dame du Port-de-Salut. L'abbaye est longtemps connue pour son fromage, le Port-Salut, qu'elle ne produit plus aujourd'hui.

## Situation
Le monastère s'élève en bord de la Mayenne, à 1 500 mètres à l'ouest du bourg d'Entrammes, près de Laval. 

## Désignation
- Medietaria de Portu Raingaldis, 1233[3] ;
- Portus Raingardis, 1242[4] ;
- Fratres de Portu Rinjardis, 1298[5] ;
- Le moulin du Port Renjart, 1446[6] ;
- Prior de Portu Ranjardi, 1467[7] ;
- Le Port Raingeard, 1545[8] ;
- Le Port Rengeard, 1563[9] ;
- Le Port Reingeard, prieuré bénédictin (sic), moulin, bacs[10] ; prieuré, moulin[11]
- Port du Salut, nom adopté par le couvent des Trappistes et passé dans l'usage, moins encore que celui de la Trappe.

Les armoiries du prieuré du Port-Ringeard sont de sinople, à une rivière d'or, au chef d'argent, chargé d'une crosse de sable.

## Histoire

### Antiquité
Il s'agit d'un des plus anciens passages de la Mayenne. En témoignent les restes d'un dolmen et plusieurs ruines, gallo-romaine et mérovingienne

### Chapelle et prieuré
"La vie monastique a existé à Entrammes dès le IXe siècle dans deux monastères d’hommes et de femmes". 

Armes de la Famille de Mathefelon : De gueules aux six écus d'or ordonnés 3, 2 et 1.

Au XIIIe siècle, dans sa métairie du Port-Ringeard, Thibault III de Mathefelon, seigneur d'Entrammes, fait construire une chapelle, dédiée à la Vierge et à Saint Nicolas, qu'il céda en 1233 à l'abbaye de la Réau en Poitou. Il suivait en cela l'exemple d'Avoise de Craon, épouse de Guy V de Laval, qui neuf ans plus tôt, avait appelé ces chanoines réguliers dans le prieuré de Sainte-Catherine de Laval. Six religieux vinrent établir la vie conventuelle qui, en fait, persévéra jusqu'à la Révolution française. Pour Louis Morin de La Beauluère,  Thibault III est le fondateur du monastère.
La charte de sa fondation indique : Au nom de la Sainte Trinité, moi Theobald de Mathefelon fais savoir que, pour l'amour de Dieu et le salut de mon âme et de celles de mes prédécesseurs et de mes héritiers, ai concédé, en perpétuelle aumône, à l'église de la Bienheureuse Marie la Royale, située dans le diocèse de Poitiers, ma métairie du Port-Ringeard avec toutes ses dépendances, et l'oratoire que, du consentement et par le conseil du V. P. Geoffroy de Laval, évêque du Mans, j'ai construit, en ce lieu, en l'honneur de Dieu et de la bienheureuse Vierge Marie, et de saint Nicolas, confesseur, à la condition d'y entretenir six frères de cette abbaye, pour y prier Dieu perpétuellement pour moi, mes prédécesseurs et mes héritiers.

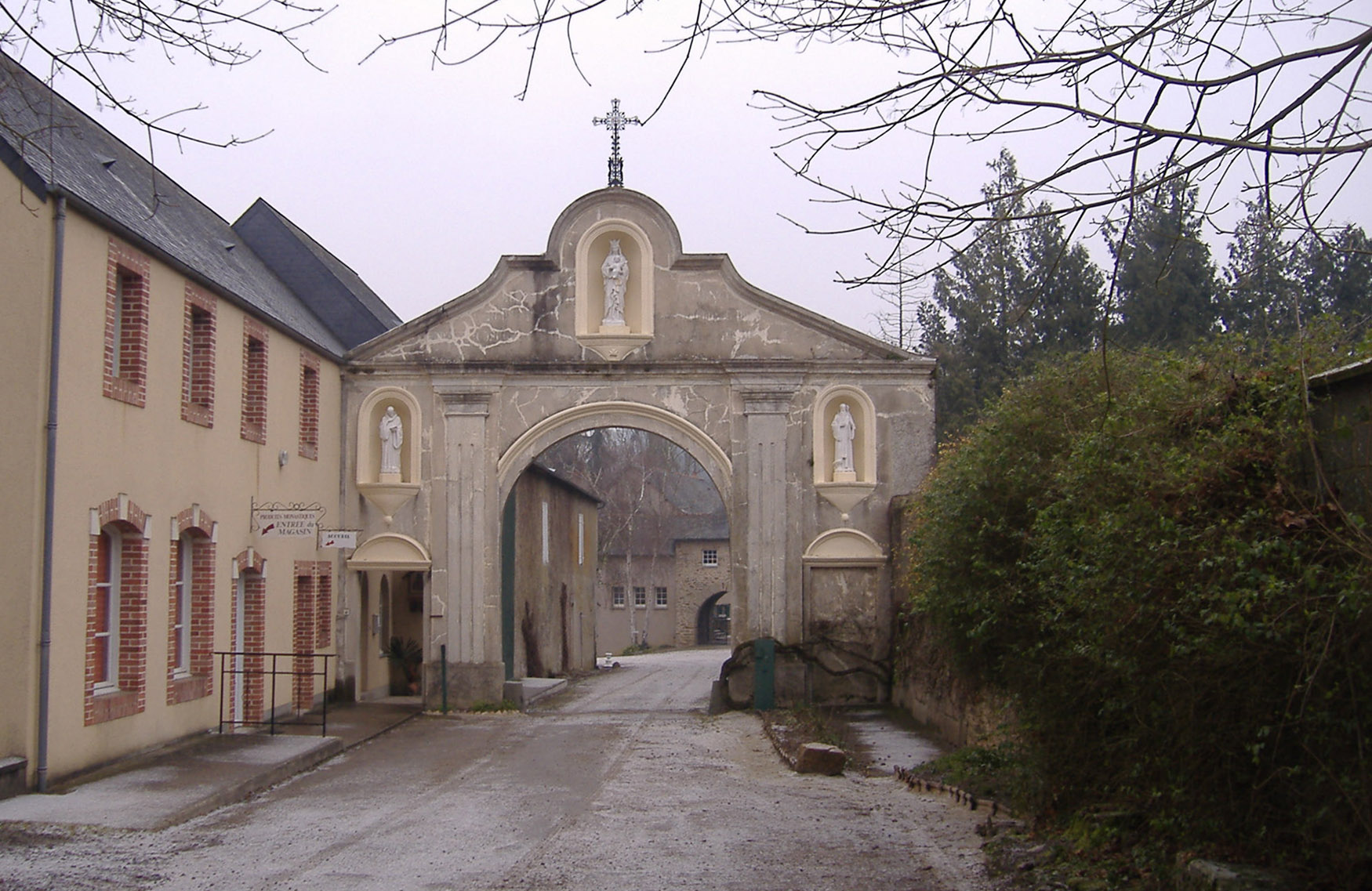
Le portail d'entrée avec, à gauche, le magasin monastique.

### François Lesné
En 1493, François Lesné obtint du pape Alexandre VI, une bulle érigeant en abbaye son prieuré de Sainte-Catherine de Laval, par l'annexion des prieurés d'Olivet et du Port-Ringeard ; mais, malgré le visa donné à la bulle par le cardinal Philippe de Luxembourg, chaque maison garda son indépendance.

### La commende
« En 1707 le prieuré, passé en commende, fut agrégé à l’ordre réformé des chanoines réguliers de Sainte-Geneviève (génovéfains) », ce qui motiva l'institution d'un prieur claustral indépendamment du prieur commendataire.
Pierre Charpentier, prieur commendataire en 1716 proposa aux supérieurs n'y avant ni cloître, ni lieux réguliers propres à loger une communauté, et beaucoup d'obstacles à y rétablir la régularité et soutenir les exercices de la vie canonique... de réunir les menses priorale et conventuelle à celles de Sainte-Catherine pour y entretenir 12 chanoines sous un prieur triennal. L'abbé de la Réau approuva ce sujet, permit même la suppression de la sacristie fondée et de la chapelle Saint-Nicolas.
D'ailleurs en 1769, le prieur claustral, rendant compte des ressources de la maison, constate qu'elle n'a aucune dette, que les revenus sont de 5 265 livres et les charges de 1 460 livres seulement. Le temporel comprenait les métairies et closeries du Port, d'Ouette, de la Verrerie (Quelaines), de la Simonnière (Courbeveille), de la Gougeonnière (Bonchamp), de la Petite-Courbe, de la Maillardière (Nuillé-sur-Vicoin), de la Batterie (Maisoncelles), de l'Etang (Forcé), du Port-Guinot (Azé), du Port (Bierné), de la Vignerie du Port-Ringeard (Saint-Denis-d'Anjou).
La sacristie formait avec la chapelle de Saint-Nicolas et celle de Notre-Dame de la Consolation un bénéfice important. Jean Barbin, titulaire en 1565, par cate du 4 octobre, pour augmentation du service divin, subvention et entretien des pauvres, donna la courtillerie de la Haroulière et une charge de blé-seigle pour aumône générale et publique annoncée par le son de la cloche pendant une heure, le jour de Saint-Jean-Baptiste et à son anniversaire.

#### Prieurs claustraux réguliers, puis commendataires
- Guillaume Lelamier, 1410 ;
- Pierre Cotton, 1417 ;
- Pierre Durand, 1467 ;
- Germain des Herbiers, aussi prieur de Sainte-Catherine de Laval, 1509, 1528 ;
- Jean France, 1583, 1543 ;
- Le Clerc, 1545 ;
- Gilbert de Savignac, démissionnaire, 1559 ;
- Pierre Mariau, chanoine de Paris, maintenu contre plusieurs compétiteurs et aussi prieur de Sainte-Catherine, 1559-30 janvier 1565 ;
- Jean Darien, chanoine de Saint-Martin d'Angers, 1565-avril 1571 ;
- Julie Fouacier, prieur-curé de Chères, 1571-7 septembre 1575 ;
- Tristan de Bizet, évêque de Saintes, abbé de Abbaye de Saint-Nicolas-aux-Bois (Laon), 1575, mort en octobre 1579 ;
- Il y eut alors trois compétiteurs : Jacques de Dangeul, Macé Grignon, Claude Guestron ;
- Pierre Raoul, de l'abbaye de Toussaint, 21 mars 1585-1587 ;
- Louis Chetoul, 17 mars 1587-mars 1611 ;
- Guy Chetoul, écolier à l'université d'Angers, 13 janvier 1612-1615 ;
- René Fouquet, de Château-Gontier, août 1615, mort en 1633 ;
- François Briand, religieux d'Alauville, 1633 ;
- Bellepesche, 1633 ;
- Jean Garnier, par incapacité de Germain-Emmanuel de Mauléon, qui n'avait pas pris l'habit, 1639 ;
- François Garnier, 1652, 1660 ;
- François Marest, 1678, 1706 ;
- Pierre Charpentier, prieur-curé de Saint-Aubin-des-Coudrais, 1736-1750 ;
- Germain-François-René Bossard de Malainville, de l'abbaye de Chartres, 1751, 1788.

#### Prieurs claustraux
- Paul François Marc, 1708, 1710 ;
- François Forest ;
- Claude-Ange Bellière, 1730, 1736 ;
- Charles-Joseph du Buat, 1739, 1746 ;
- Jean Duval, 1751 ;
- Charles-Joseph du Buat, 1760, 1769 ;
- Antoine Boucard, prieur également de Sainte-Catherine, 1789.

Le prieuré et son domaine immédiat avaient été vendus nationalement en quatre lots, du 15 janvier au 26 novembre 1791. « Le 10 mai 1790 les chanoines furent expulsés et durent quitter les lieux, non sans avoir fait de larges aumônes, mais la vie religieuse ne souffrit pourtant qu'une interruption ». Le 12 avril 1791, Cribier, acquéreur national, fait sommer par le directoire, les religieux qui ne voulaient pas quitter leur maison d'avoir à déguerpir. Le prieur et ses deux compagnons, Louis Drouet d'Aubigny et Jean-Marie Delaroche, ont été expulsés le 1er juin 1791.

### LeXIXesiècle
Le 26 avril 1802, huit jours après la cérémonie marquant l'entrée en vigueur du Concordat entre la France et le Saint-Siège, à l'initiative du Premier Consul Napoléon Bonaparte, un sénatus-consulte  accorde aux émigrés une amnistie. Celle-ci permet leur retour en France sous certaines conditions, notamment celle de ne pas revendiquer la restitution des biens confisqués comme Biens nationaux. Parmi les émigrés de retour, des moines de l'Ordre de Cîteaux qui avaient reçu, en 1795, l'autorisation du  baron de Droste zu Vischering de s'installer sur un terrain de Darfeld (Westphalie). L'exil avait fait connaître à Jean-Baptiste Le Clerc de la Roussière les moines de Darfeld, chez lesquels il avait été heureux d'être accueilli comme frère donné. À son retour en France, il songea à les appeler dans la Mayenne. Il les accueillit d'abord à la Doyère de Louvigné, puis il aménagea pour eux l'ancien prieuré de Port-Ringeard, à Entrammes. 

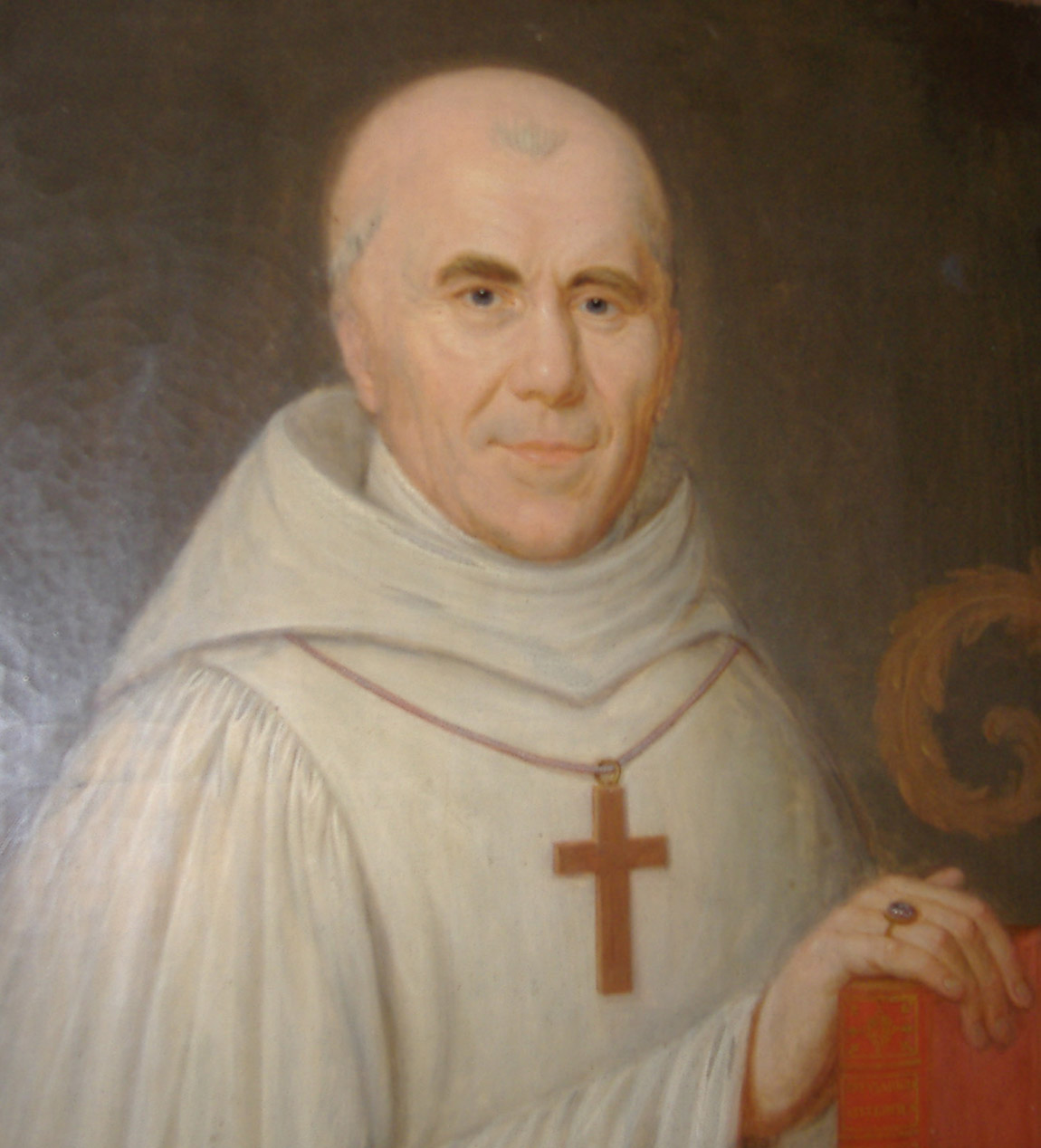
Dom Bernard de Girmont, premier abbé de Port du Salut, 1815.

Jean Le Clerc racheta la maison prieurale en 1807, à Michel Cribier, et la métairie, en 1814, à François Letourneur-Mouette, tandis que son beau-frère, Michel Dubois, rachetait le moulin à Jean Moulard, la même année.
Après un exil de près de vingt années, les cisterciens purent prendre possession de leur nouveau monastère le 21 février 1815. Le premier supérieur fut l'ancien maître des novices de Morimond, Dom Bernard de Girmont (né François Le Bègue de Girmont, d'abord prieur,1815-1816, puis abbé jusqu'en 1830, décédé le 20 juin 1834). Pour subvenir à leurs besoins, les moines organisèrent aussitôt la production d'un fromage, vite fameux, auquel ils donnèrent le nom de leur nouvelle maison, Maison Dieu de Notre-Dame du Port du Salut.
Le pape érigea l'abbaye le 10 décembre 1816. Le nombre des religieux augmenta rapidement. 

#### Ferdinand de Géramb
Le 5 janvier 1816, un postulant hors du commun, le baron Ferdinand de Géramb, revêtu du brillant costume de général de l'armée autrichienne, fait son entrée dans le monastère nouvellement fondé. Il prend l'habit religieux le 15 du même mois, et est admis à faire sa profession religieuse le 4 avril 1817, devenant ainsi le Frère Marie-Joseph. 

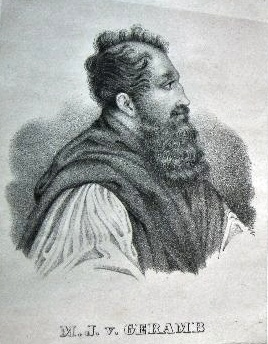
Ferdinand von Geramb en Trappiste.

D'abord nommé barbier du monastère, il montre peu d'habileté dans cet emploi dont il est rapidement relevé. Il se voit alors confier la charge de peintre-vitrier, plus conforme à ses aptitudes et à sa fantaisie.
Jusque-là presque complètement ignoré dans la Mayenne, le Frère Marie-Joseph en devient un des personnages les plus en vue quand, en 1817, il est appelé à remplir la charge de frère hôtelier. À la fin de l'année 1822, la chapelle de Port-du-Salut était devenue insuffisante pour le grand nombre des religieux. Afin de se procurer les ressources nécessaires à son agrandissement, le père abbé, dom Bernard de Girmont, chargea le frère hôtelier de faire une quête dans le département.

Rentré au monastère, le Fr. de Géramb entreprit aussitôt la construction du chœur, dont il fut à la fois l'architecte et le maître d'œuvre, mais, mal exécutée, la voûte du sanctuaire ne tarda pas à s'écrouler. Pour réparer le désastre, le père reprit le bâton du voyageur et parcourut la Sarthe, où il trouva le même accueil que dans la Mayenne. À son retour, au commencement du carême de 1824, il se mit de nouveau à l'œuvre, mais, dans la crainte d'un second accident, remplaça la voûte du sanctuaire par un simple plafond semé d'étoiles. La chapelle ainsi agrandie et restaurée fut consacrée, le 3 juillet 1824, par Mgr Claude-Madeleine de La Myre-Mory. Le roi accorda en 1825 un secours de 2 400 francs.
A Port-du-Salut, une petite chapelle extérieure, dédiée à la Vierge et à Saint Siméon Stylite, fut accolée, en 1854, à l'église abbatiale. La Vierge de l'ancienne église de Saint-Melaine et le corps de saint Gratien, martyr, y sont honorés. 
Accomplissant un vœu formé en 1872, les religieux inaugurèrent, le 6 octobre 1874, sur un rocher à pic dominant la rivière de 25 m, et sur une base formant intérieurement un petit sanctuaire, une Vierge en fonte de 3 mètres de hauteur. Portée sur les ailes de quatre anges, la statue est invoquée sous le titre de Notre-Dame du Triomphe, terreur des démons.
Les religieux suivent alors l'observance de l'abbé de Rancé, réformateur de l'abbaye cistercienne de La Trappe au XVIIe siècle. Tout au long du XIXe siècle, leur vie de mortification ne décourage nullement les vocations, qui ne cessent d'affluer. 

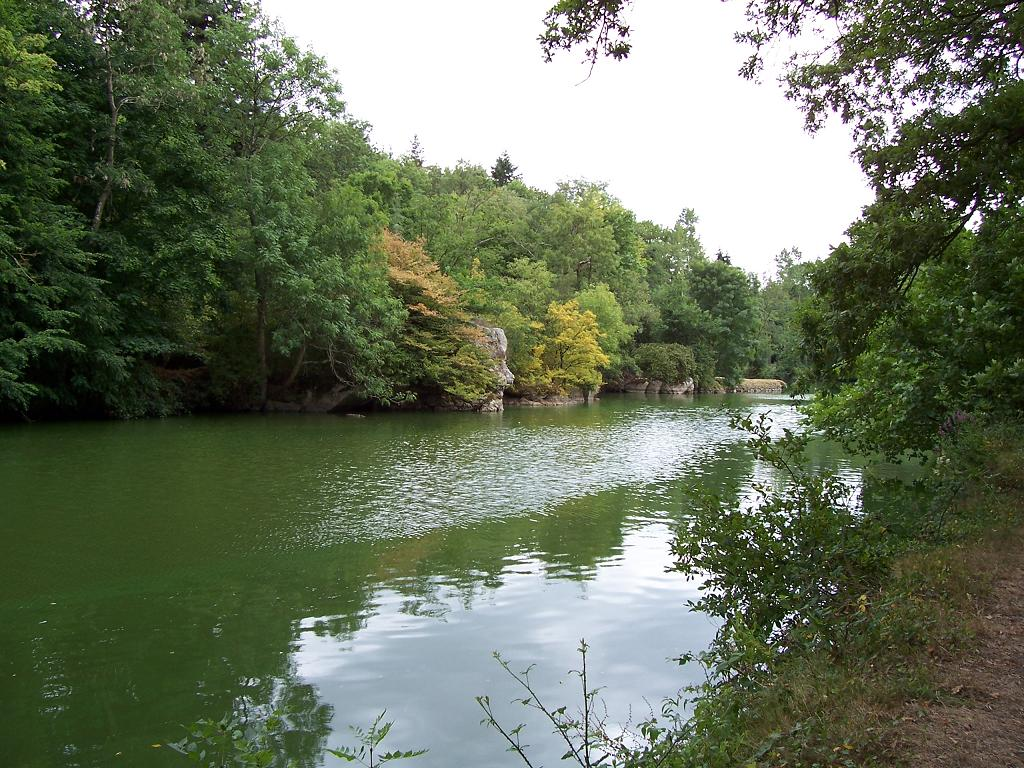
La Mayenne et l'île de Sainte-Apollonie près d'Entrammes.

En 1825, le fondateur de l'abbaye Notre-Dame-de-Grâce de Bricquebec, dans le Cotentin, l'abbé Bon Onfroy (1777-1857), prêtre du diocèse de Coutances, ayant émis le souhait de rattacher sa maison à un ordre monastique existant, l'abbaye du Port-du-Salut lui prêta trois moines pour aider le jeune monastère à vivre la vie cistercienne.
D'autre part, leur charité proverbiale est la providence du pays. Au début du XXe siècle, leur hospitalité est connue de tous les mendiants et chemineaux de France. Une minoterie de premier ordre, une fromagerie renommée, la culture intensive de leur domaine permettent aux fils de saint Bernard de faire face aux nombreuses dépenses qu'entraîne leur générosité.
Depuis 1988, ce travail à la ferme et à la fromagerie a été remplacé par une activité de sous-traitance pour une entreprise de la région. Ceci procure à la plupart des frères un travail commun très apprécié, assuré en alternance avec des occupations en plein air, au jardin et au verger. Une petite centrale électrique, en service depuis 1933, apporte un complément appréciable à l'économie de l'abbaye avec une production annuelle d’environ 1 million de kWh.

#### Abbés
- Bernard Le Bègue de Girmont, prieur (1815-1816), puis abbé jusqu'en 1830, mort le 20 juin 1834 [19]
- François d'Assise Couturier, 1830, mort le 19 juin 1854 [20]
- Bernardin Dufour, élu le 10 juillet 1854, béni le 24 septembre, en présence du préfet et du maire de Laval, par l'évêque d'Angers. Il avait été aumônier des trappistines de Laval et leur fit construire un nouveau couvent pendant sa prélature. Il fit aussi d'importants travaux au monastère, développa l'agriculture et fit lithographier 24 tableaux de la Vie de Saint-Bernard dus au crayon d'Hippolyte Beauvais . Dom Bernard mourut, après quelques jours de maladie, le 2 juillet 1859
- Joachim Le Baillif, ancien prieur, 1859, mort le 2 janvier 1866
- Henri Vandenbroucque, 4 septembre 1865
- Eugène Bachelet, 23 avril 1881-14 juin 1908.
- Berchmans Daveau, 1908-1929
- Edmond Neveu, 1929-1954
- Marie André, 1954-1963
- Alain Christiaen, 1963-1986
- Rémy Declercq, 1987-2000
- Jean-François Holthoff, 2000-2003
- Joseph Deschamps, 2003-2018
- Gérard-Marie Meneust, 2018

Un religieux anonyme a dédié quelques pièces de vers aux RR. PP. Couturier et Bernardin Dufour, reproduisant l'épitaphe du premier et le croquis de son tombeau. Une lettre de M. Pasquier, directeur du grand séminaire de Chartres, concernant un voile de la Sainte-Vierge apporté à l'abbaye, est transcrite avec les vers du religieux.
Au XXe siècle, un moine du monastère, le P. Maur Cocheril (1914-1982), a publié d'importants travaux relatifs à l'histoire de l'Ordre cistercien en Espagne et au Portugal. C'était aussi un musicologue, spécialiste du chant grégorien, et un héraldiste réputé.

## Fromage
- Voir : Port-salut

## Source
« Abbaye Notre-Dame-du-Port-du-Salut », dans Alphonse-Victor Angot et Ferdinand Gaugain, Dictionnaire historique, topographique et biographique de la Mayenne, Laval, A. Goupil, 1900-1910 [détail des éditions] (BNF 34106789, présentation en ligne), t. III, p. 335-337 ; t. IV, p. 748.